# Fútbol en los Juegos Asiáticos de 1978
El fútbol en los Juegos Asiáticos de 1978 se celebró en Bangkok, Tailandia, del 10 al 20 de diciembre de 1978.

## Medallistas
| Evento  | Oro | Plata          | Bronce |
| ------- | --- | -------------- | ------ |
| Hombres | Corea del NorteAn Chang-nam An Se-uk Cha Jong-sok Hong Song-nam Hwang Sang-hoi Jon Gwang-hwan Kim Bok-man Kim Gang-il Kim In-chan Kim Jong-min Kim Mu-gil Kim Mun-chol Myong Dong-chan Pak Jong-hun Pak Kyong-won Ri Chang-ha Ri Sung-gil Ri Sung-gun Corea del SurCha Bum-kun Cho Byung-deuk Cho Kwang-rae Cho Young-jeung Choi Jong-duk Hong Sung-ho Huh Jung-moo Hwang Jae-man Kim Gang-nam Kim Hee-chun Kim Hee-tae Kim Ho-gon Kim Hwang-ho Kim Sung-nam Lee Gang-jo Lee Young-moo Oh Seok-jae Park Sang-in Park Sung-hwa Shin Hyun-ho | Oro compartido | China  |

## Equipos participantes
En cursiva, los debutantes en fútbol en los Juegos Asiáticos.
| Equipos participantes | Equipos participantes | Equipos participantes | Equipos participantes |
| --------------------- | --------------------- | --------------------- | --------------------- |
| Arabia Saudita        | Catar                 | India                 | Malasia               |
| Bangladés             | China                 | Irak                  | Tailandia             |
| Baréin                | Corea del Norte       | Japón                 |                       |
| Burma                 | Corea del Sur         | Kuwait                |                       |

Los equipos fueron sorteados según su clasificación final en los Juegos Asiáticos de 1974.
| Grupo A   | Grupo B        | Grupo C       | Grupo D         |
| --------- | -------------- | ------------- | --------------- |
| Malasia   | Catar          | Corea del Sur | Corea del Norte |
| Bangladés | Arabia Saudita | Baréin        | Tailandia       |
| India     | Irak           | Kuwait        | Burma           |
|           | China          | Japón         |                 |

## Resultados

### Primera fase

#### Grupo A
| Pos. | Equipo    | Pts. | PJ | G | E | P | GF | GC | Dif. |  |
| ---- | --------- | ---- | -- | - | - | - | -- | -- | ---- |  |
| 1    | Malasia   | 6    | 2  | 2 | 0 | 0 | 2  | 0  | +2   |  |
| 2    | India     | 3    | 2  | 1 | 0 | 1 | 3  | 1  | +2   |  |
| 3    | Bangladés | 0    | 2  | 0 | 0 | 2 | 0  | 4  | −4   |  |

 Fuente: RSSSF
| 10 de diciembre de 1978 | India | 0:1     | Malasia | Estadio desconocido, Bangkok |  |
|                         |       | Reporte | N/D     |                              |  |

| 12 de diciembre de 1978 | Bangladés | 0:1     | Malasia | Estadio desconocido, Bangkok |  |
|                         |           | Reporte | N/D     |                              |  |

| 14 de diciembre de 1978 | Bangladés | 0:3     | India                        | Estadio desconocido, Bangkok |  |
|                         |           | Reporte | Bose ?' · Singh ?' · Pius ?' |                              |  |

#### Grupo B
| Pos. | Equipo         | Pts. | PJ | G | E | P | GF | GC | Dif. |  |
| ---- | -------------- | ---- | -- | - | - | - | -- | -- | ---- |  |
| 1    | Irak           | 7    | 3  | 2 | 1 | 0 | 5  | 2  | +3   |  |
| 2    | China          | 6    | 3  | 2 | 0 | 1 | 4  | 2  | +2   |  |
| 3    | Arabia Saudita | 2    | 3  | 0 | 2 | 1 | 3  | 4  | −1   |  |
| 4    | Catar          | 1    | 3  | 0 | 1 | 2 | 3  | 7  | −4   |  |

 Fuente: RSSSF
| 10 de diciembre de 1978 | Irak | 2:1     | Catar | Estadio desconocido, Bangkok |  |
|                         | N/D  | Reporte | N/D   |                              |  |

| 10 de diciembre de 1978 | China | 1:0     | Arabia Saudita | Estadio desconocido, Bangkok |  |
|                         | N/D   | Reporte |                |                              |  |

| 12 de diciembre de 1978 | Catar | 2:2     | Arabia Saudita | Estadio desconocido, Bangkok |  |
|                         | N/D   | Reporte | N/D            |                              |  |

| 12 de diciembre de 1978 | China | 0:2     | Irak | Estadio desconocido, Bangkok |  |
|                         |       | Reporte | N/D  |                              |  |

| 14 de diciembre de 1978 | China | 3:0     | Catar | Estadio desconocido, Bangkok |  |
|                         | N/D   | Reporte |       |                              |  |

| 14 de diciembre de 1978 | Irak | 1:1     | Arabia Saudita | Estadio desconocido, Bangkok |  |
|                         | N/D  | Reporte | N/D            |                              |  |

#### Grupo C
| Pos. | Equipo        | Pts. | PJ | G | E | P | GF | GC | Dif. |  |
| ---- | ------------- | ---- | -- | - | - | - | -- | -- | ---- |  |
| 1    | Corea del Sur | 9    | 3  | 3 | 0 | 0 | 10 | 2  | +8   |  |
| 2    | Kuwait        | 6    | 3  | 2 | 0 | 1 | 5  | 2  | +3   |  |
| 3    | Japón         | 3    | 3  | 1 | 0 | 2 | 5  | 5  | 0    |  |
| 4    | Baréin        | 0    | 3  | 0 | 0 | 3 | 1  | 12 | −11  |  |

 Fuente: RSSSF
| 11 de diciembre de 1978, 17:00 | Baréin       | 1:5 (0:0) | Corea del Sur                                                   | Estadio de la Universidad de Chulalongkorn, Bangkok |  |
|                                | Schwayer 75' | Reporte   | Cho Kwang-rae 52', 57' · Cha Bum-kun 67' · Oh Seok-jae 87', 88' |                                                     |  |

| 11 de diciembre de 1978 | Japón | 0:2     | Kuwait | Estadio desconocido, Bangkok |  |
|                         |       | Reporte | N/D    |                              |  |

| 13 de diciembre de 1978 | Baréin | 0:4     | Japón | Estadio desconocido, Bangkok |  |
|                         |        | Reporte | N/D   |                              |  |

| 13 de diciembre de 1978, 20:10 | Corea del Sur                      | 2:0 (0:0) | Kuwait | Estadio Supachalasai, Bangkok |  |
|                                | Oh Seok-jae 57' · Huh Jung-moo 59' | Reporte   |        |                               |  |

| 15 de diciembre de 1978, 17:00 | Japón    | 1:3 (0:2) | Corea del Sur                                          | Estadio de la Universidad de Chulalongkorn, Bangkok |  |
|                                | Katō 87' | Reporte   | Lee Young-moo 8' · Park Sung-hwa 28' · Oh Seok-jae 68' |                                                     |  |

| 15 de diciembre de 1978 | Baréin | 0:3     | Kuwait | Estadio desconocido, Bangkok |  |
|                         |        | Reporte | N/D    |                              |  |

#### Grupo D
| Pos. | Equipo          | Pts. | PJ | G | E | P | GF | GC | Dif. |  |
| ---- | --------------- | ---- | -- | - | - | - | -- | -- | ---- |  |
| 1    | Corea del Norte | 6    | 2  | 2 | 0 | 0 | 6  | 0  | +6   |  |
| 2    | Tailandia       | 3    | 2  | 1 | 0 | 1 | 2  | 4  | −2   |  |
| 3    | Burma           | 0    | 2  | 0 | 0 | 2 | 1  | 5  | −4   |  |

 Fuente: RSSSF
| 11 de diciembre de 1978 | Burma | 1:2     | Tailandia | Estadio desconocido, Bangkok |  |
|                         | N/D   | Reporte | N/D       |                              |  |

| 13 de diciembre de 1978 | Burma | 0:3     | Corea del Norte | Estadio desconocido, Bangkok |  |
|                         |       | Reporte | N/D             |                              |  |

| 15 de diciembre de 1978 | Corea del Norte | 3:0     | Tailandia | Estadio desconocido, Bangkok |  |
|                         | N/D             | Reporte |           |                              |  |

### Semifinales

#### Grupo 1
| Pos. | Equipo          | Pts. | PJ | G | E | P | GF | GC | Dif. |  |
| ---- | --------------- | ---- | -- | - | - | - | -- | -- | ---- |  |
| 1    | Corea del Norte | 7    | 3  | 2 | 1 | 0 | 6  | 3  | +3   |  |
| 2    | Irak            | 6    | 3  | 2 | 0 | 1 | 6  | 1  | +5   |  |
| 3    | Kuwait          | 4    | 3  | 1 | 1 | 1 | 8  | 6  | +2   |  |
| 4    | India           | 0    | 3  | 0 | 0 | 3 | 2  | 12 | −10  |  |

 Fuente: RSSSF
| 17 de diciembre de 1978 | Corea del Norte | 1:0     | Irak | Estadio desconocido, Bangkok |  |
|                         | N/D             | Reporte |      |                              |  |

| 17 de diciembre de 1978 | Kuwait | 6:1     | India       | Estadio desconocido, Bangkok |  |
|                         | N/D    | Reporte | Sengupta ?' |                              |  |

| 18 de diciembre de 1978 | Corea del Norte | 3:1     | India         | Estadio desconocido, Bangkok |  |
|                         | N/D             | Reporte | Doraiswamy ?' |                              |  |

| 18 de diciembre de 1978 | Irak | 3:0     | Kuwait | Estadio desconocido, Bangkok |  |
|                         | N/D  | Reporte |        |                              |  |

| 19 de diciembre de 1978 | Irak | 3:0     | India | Estadio desconocido, Bangkok |  |
|                         | N/D  | Reporte |       |                              |  |

| 19 de diciembre de 1978 | Corea del Norte | 2:2     | Kuwait | Estadio desconocido, Bangkok |  |
|                         | N/D             | Reporte | N/D    |                              |  |

#### Grupo 2
| Pos. | Equipo        | Pts. | PJ | G | E | P | GF | GC | Dif. |  |
| ---- | ------------- | ---- | -- | - | - | - | -- | -- | ---- |  |
| 1    | Corea del Sur | 9    | 3  | 3 | 0 | 0 | 5  | 1  | +4   |  |
| 2    | China         | 6    | 3  | 2 | 0 | 1 | 11 | 3  | +8   |  |
| 3    | Tailandia     | 3    | 3  | 1 | 0 | 2 | 4  | 8  | −4   |  |
| 4    | Malasia       | 0    | 3  | 0 | 0 | 3 | 2  | 10 | −8   |  |

 Fuente: RSSSF
| 17 de diciembre de 1978, 17:45 | Corea del Sur   | 1:0 (0:0) | China | Estadio de la Universidad de Chulalongkorn, Bangkok |  |
|                                | Cha Bum-kun 47' | Reporte   |       |                                                     |  |

| 17 de diciembre de 1978 | Tailandia | 2:1     | Malasia | Estadio desconocido, Bangkok |  |
|                         | N/D       | Reporte | N/D     |                              |  |

| 18 de diciembre de 1978, 20:40 | Corea del Sur   | 1:0 (1:0) | Malasia | Estadio Supachalasai, Bangkok |  |
|                                | Oh Seok-jae 18' | Reporte   |         |                               |  |

| 18 de diciembre de 1978 | China | 4:1     | Tailandia | Estadio desconocido, Bangkok |  |
|                         | N/D   | Reporte | N/D       |                              |  |

| 19 de diciembre de 1978, 19:00 | Corea del Sur                                                | 3:1 (2:0) | Tailandia        | Estadio Supachalasai, Bangkok |  |
|                                | Chareonchand 27' (a.g.) · Oh Seok-jae 33' · Kim Sung-nam 82' | Reporte   | Chareonchand 83' |                               |  |

| 19 de diciembre de 1978 | China | 7:1     | Malasia | Estadio desconocido, Bangkok |  |
|                         | N/D   | Reporte | N/D     |                              |  |

### Fase final

#### Partido por la medalla de bronce
| 20 de diciembre de 1978 | Irak | 0:1     | China | Estadio desconocido, Bangkok |  |
|                         |      | Reporte | N/D   |                              |  |

#### Partido por la medalla de oro
| 20 de diciembre de 1978, 16:45                                       | Corea del Norte | 0:0 (t. s.) | Corea del Sur | Estadio Supachalasai, Bangkok |  |
|                                                                      |                 | Reporte     |               |                               |  |
| Tras el empate, Corea del Norte y Corea del Sur compartieron el oro. |                 |             |               |                               |  |

|                                             |
| Bandera de Corea del Norte                  |
| Campeón invicto Corea del Norte 1.er título |

|                                          |
| Bandera de Corea del Sur                 |
| Campeón invicto Corea del Sur 2.º título |

## Posiciones finales
| Pos               | Equipo          | PJ | G | E | P | GF | GC | DG  | Pts |
| ----------------- | --------------- | -- | - | - | - | -- | -- | --- | --- |
| Medalla de oro    | Corea del Norte | 6  | 4 | 2 | 0 | 12 | 3  | +9  | 10  |
| Medalla de oro    | Corea del Sur   | 7  | 6 | 1 | 0 | 15 | 3  | +12 | 13  |
| Medalla de bronce | China           | 7  | 5 | 0 | 2 | 16 | 5  | +11 | 10  |
| 4                 | Irak            | 7  | 4 | 1 | 2 | 11 | 4  | +7  | 9   |
| 5                 | Kuwait          | 6  | 3 | 1 | 2 | 13 | 8  | +5  | 7   |
| 6                 | Tailandia       | 5  | 2 | 0 | 3 | 6  | 12 | −6  | 4   |
| 7                 | Malasia         | 5  | 2 | 0 | 3 | 4  | 10 | −6  | 4   |
| 8                 | India           | 5  | 1 | 0 | 4 | 5  | 13 | −8  | 2   |
| 9                 | Japón           | 3  | 1 | 0 | 2 | 5  | 5  | 0   | 2   |
| 10                | Arabia Saudita  | 3  | 0 | 2 | 1 | 3  | 4  | −1  | 2   |
| 11                | Catar           | 3  | 0 | 1 | 2 | 3  | 7  | −4  | 1   |
| 12                | Burma           | 2  | 0 | 0 | 2 | 1  | 5  | −4  | 0   |
| 13                | Bangladés       | 2  | 0 | 0 | 2 | 0  | 4  | −4  | 0   |
| 14                | Baréin          | 3  | 0 | 0 | 3 | 1  | 12 | −11 | 0   |